# Monopis trapezantha
Monopis trapezantha är en fjärilsart som beskrevs av Edward Meyrick 1927. Monopis trapezantha ingår i släktet Monopis och familjen äkta malar. Inga underarter finns listade i Catalogue of Life.